# Kegyetlen évek
A Kegyetlen évek a Moby Dick együttes második lemeze. Ez volt az első Moby Dick-album, amely már a multinacionális EMI-Quint kiadó gondozásában jelent meg. Először került fel az együttes a Mahasz Top 40-es lemezeladási listájára, ahol egészen a 8. helyig jutott az album. Ezen a lemezen dolgozott először együtt Pusztai Zoltán szövegíróval a zenekar, aki később a Moby Dick szinte nélkülözhetetlen részévé vált. A Kegyetlen évek az együttes egyik klasszikus albuma.
2009-ben az első Moby Dick-album, az Ugass kutya! újrakiadásán bónuszként szerepelt a Kegyetlen évek összes dala koncertfelvételről.
Mivel a Kegyetlen évek album kiadói jogait továbbra is az EMI birtokolja, aki nem volt hajlandó újra kiadni CD-n a már évek óta nem kapható nagylemezt, ezért az együttes úgy döntött, hogy a 25. évforduló alkalmából teljes egészében újra feljátsszák az album dalait, és ebben a formában jelentették meg 2016 decemberében a Hammer Records kiadásában.

## Az album dalai
Az összes dalszöveg szerzője Pusztai Zoltán. 
| #   | Cím                 | Zene           | Hossz |
| --- | ------------------- | -------------- | ----- |
| 1.  | Ilyen ez a század   | Schmiedl Tamás | 3:09  |
| 2.  | Good Bye            | Mentes Norbert | 3:16  |
| 3.  | Kegyetlen évek      | Mentes         | 3:30  |
| 4.  | Happy End           | Schmiedl       | 3:20  |
| 5.  | Élsz vagy meghalsz  | Schmiedl       | 3:44  |
| 6.  | S.O.S.              | Schmiedl       | 3:08  |
| 7.  | Beteg a Föld        | Schmiedl       | 3:09  |
| 8.  | Kiképzés            | Mentes         | 3:39  |
| 9.  | Ne köss belém       | Mentes         | 2:45  |
| 10. | Köszönöm jól vagyok | Schmiedl       | 2:46  |

## Közreműködők
| Eredeti kiadás Moby Dick - Schmiedl Tamás – gitár, ének - Mentes Norbert – gitár, szólógitár - Gőbl Gábor – basszusgitár - Rozsonits Tamás – dobok Vendég - Madarász Gábor - gitár (10) | 2016-os változat Moby Dick - Schmiedl Tamás – gitár, ének - Mentes Norbert – gitár, szólógitár - Gőbl Gábor – basszusgitár - Budai Béla – dobok Vendégek - Tóth Tahi Zoltán - vokál - Schmiedl Balázs - vokál - Schmiedl Dávid - vokál |